# 细胞生物物理学
细胞生物物理学是生物物理学中仅次于分子生物物理学的一个重要部分。内容主要涉及细胞膜、细胞质、细胞核、细胞器如叶绿体、线粒体、高尔基体等细胞器在内的各种细胞成分。常用的仪器有光钳、膜片钳、原子力显微镜等实验装置。